# ジブチルヒドロキシトルエン
ジブチルヒドロキシトルエン（dibutylhydroxytoluene）とは、2,6-ジ-tert-ブチル-p-クレゾール（2,6-di-tert-butyl-p-cresol）である。芳香族化合物の1種で、ブチル化ヒドロキシトルエン（butylated hydroxytoluene、略称 BHT）の別名も有する。

## 合成
パラクレゾールを、イソブチレンでアルキル化して、ジブチルヒドロキシトルエンは製造される。

## 性質
ジブチルヒドロキシトルエンの水への溶解度は低いのに対し、エタノールには約25パーセント、油脂には30パーセントから40パーセントの濃度で溶解する。つまり、どちらかと言えば脂溶性の高い化合物である。
ジブチルヒドロキシトルエンはトコフェロールとは異なるものの、トコフェロールの合成類似物質として作用し、主として有機化合物が空気中の酸素によって酸化される「自動酸化」を止める働きを持つとされる。この自動酸化は自触媒反応だが、ジブチルヒドロキシトルエンは水素原子を供与する事によって、ペルオキシラジカルをヒドロペルオキシドに変換し、反応過程を終了させる。これは以下のような一般式によって表される。
{\displaystyle {\ce {{R-O-O}\bullet \ +ArOH->{R-O-O-H}+ArO\bullet }}}
{\displaystyle {\ce {R-O-O\bullet \ +ArO\bullet ->}}} 非ラジカル性の化学種
なお、Rはアルキルまたはアリールを示し、ArOHはジブチルヒドロキシトルエンもしくは類似のフェノール性の酸化防止剤と、同様の作用を示す。ジブチルヒドロキシトルエン1分子は、それぞれ2個のペルオキシラジカルと反応する。

## 用途
脂溶性のフェノール類であり、主に酸化防止剤として食品添加物として用いられ、E番号として「E321」が与えられている。また、他の酸化防止剤に少量のジブチルヒドロキシトルエンを添加する事で、シネルギストとして利用する事も可能である。ジブチルヒドロキシトルエンを酸化防止剤として添加を行う事例は食品に限らず、化粧品・ボディソープ・医薬品・ジェット燃料・ゴム・石油製品にも添加される。
また、エンバーミング剤としても使われる。
化学工業においては、爆発性を持つ有機過酸化物の生成を抑える目的で、テトラヒドロフランやジエチルエーテルに添加される。

## 食品への添加
1947年に特許が取得され、1954年にアメリカ食品医薬品局 (FDA) によって食品添加物・保存料としての使用が認可された。ジブチルヒドロキシトルエンはフリーラジカルと反応し、食品が酸化される反応を遅らせる事によって、色・匂い・味が変化するのを防ぐ。添加が行われている例としては、シリアルやチューイングガム、また油脂を多く含む食品、例えばポテトチップやショートニングやクラッカーなどに見られる。

## 問題
合成保存料へ社会的関心が高まったため、ジブチルヒドロキシトルエンに関しては広く研究が行われた。その結果、ジブチルヒドロキシトルエンに発ガン性は確認されていないものの、変異原性は認められた。さらに催奇形性を有する疑いも出てきた。したがって、食品に対するジブチルヒドロキシトルエンの使用は、問題ではないかという指摘が有る。アメリカ合衆国では乳幼児用食品への使用が禁止されている。ジブチルヒドロキシトルエンの使用を、自主的に取りやめている食品会社も見られる。
なお、1976年に東京都練馬区では、学校給食用のポリプロピレン製の食器から微量のBHTが溶出されたため、使用を中断した。他区でも追随する動きが出た。これに対して、ポリオレフィン等衛生協議会は、溶け出してきたとしても極めて微量で許容摂取量を充分に下回るため、充分に安全だと主張した。